# Capo Bellue
Capo Bellue è un capo roccioso situato all'estremità occidentale della penisola Stresher, sulla costa occidentale della Terra di Graham, in Antartide. Situato in particolare all'estremità settentrionale della costa di Loubet, capo Bellue è considerato uno dei confini geografici di quest'ultima, dividendola dalla costa di Graham; in particolare esso separa la baia di Darbel, di cui costituisce l'estremo settentrionale, dalla baia Auvert, di cui invece costituisce l'estremo meridionale.

## Storia
Capo Bellue fu scoperto durante la spedizione francese di ricerca antartica svolta dal 1903 al 1905 al comando di Jean-Baptiste Charcot, e così battezzato da quest'ultimo in onore dell'ammiraglio Bellue, sovrintendente del cantiere navale di Cherbourg, in Francia.